# Pape Habib Guèye
Pape Habib Guèye, né le 20 septembre 1999 à Ziguinchor au Sénégal, est un footballeur sénégalais évoluant au poste d'avant-centre au Kasımpaşa SK.

## Biographie

### Aalesunds FK
Né à Ziguinchor au Sénégal, Pape Habib Guèye commence le football au Darou Salam avant de rejoindre la Norvège et l'Aalesunds FK en mars 2018. Son équipe évolue alors en deuxième division norvégienne lorsqu'il fait ses débuts en professionnel, lors d'une rencontre de championnat, le 6 mai 2018 face au Mjøndalen IF. Il entre en jeu à la place de Hólmbert Aron Friðjónsson et son équipe s'impose par deux buts à un.
Il inscrit avec le club d'Aalesunds un total de 21 buts en 1. Divisjon.

### KV Courtrai
Le 1er février 2020, Pape Habib Guèye rejoint la Belgique en s'engageant avec le KV Courtrai jusqu'en juin 2024. Il joue son premier match sous ses nouvelles couleurs dès le 2 février 2020, lors d'une rencontre de coupe de Belgique face au Lommel SK. Il est titulaire lors de cette rencontre et se fait remarquer en inscrivant également son premier but sous ses nouvelles couleurs, participant ainsi à la victoire de son équipe (1-3).
Le 9 janvier 2021, il se met en évidence en étant l'auteur d'un doublé lors de la réception du KRC Genk, permettant à son équipe de l'emporter sur le score de 2-1. Il inscrit un total de cinq buts en championnat cette saison là.

### Aberdeen FC
Pape Habib Guèye rejoint l'Écosse le 29 août 2023 en s'engageant en faveur de l'Aberdeen FC. Il signe un contrat de trois ans, soit jusqu'en mai 2026,.

## Palmarès

### En club
- Aalesunds FK :
  - Champion de 1. Divisjon en 2019.
- Aberdeen FC :
  - Finaliste de la Coupe de la Ligue en 2024.
  - Vainqueur de la Coupe d'Écosse en 2025